# Кавказская крестовка
Кавказская крестовка (лат. Pelodytes caucasicus) — земноводное из семейства крестовки. Включена в Красную книгу Краснодарского края. Статус «Редкий» — 3.

## Описание
Длина животных достигает 60 мм. Окрашены в серые и буроватые тона. Окраска неполовозрелых особей красноватых и кирпичных тонов.

## Ареал и места обитания
Эндемичный вид предгорий и горных районов Кавказа. В РФ встречается от окрестностей Новороссийска на западе до государственной границы с Абхазией на востоке. Встречаются по всему лесному поясу от его нижней границы до субальпийских редколесий.
В окрестностях Гузерипля плотность популяций оценивалась в 1 особь на 10 м. Крестовка является одним из многочисленных видов земноводных Кавказа, численность её в крупных популяциях достигает 10 тыс. особей.

## Биология
Крестовки появляются на побережье после зимовки в конце апреля. На зимовку взрослые крестовки уходят в ноябре. Наибольшее число активных особей отмечено с 23 до 24 часов. Питаются различными беспозвоночными.